# Marie-Victoire Monnard
Marie-Victoire Monnard, née en 1777 à Vaux, hameau de Creil, et morte en 1869 à Le Plessis Pommeraye, hameau de Creil également, est une mémorialiste française. Elle est connue pour ses mémoires, décrivant sa vie pendant la Révolution française.

## Biographie
Marie-Victoire Monnard est née le 4 octobre 1777 dans un hameau de Creil nommé Vaux, en Picardie. Elle était l'apprentie d'un chapelier à Paris. Ses Souvenirs d'une femme du peuple décrivent des événements survenus à Paris pendant la Révolution française, tels que l'insurrection du 10 août 1792 et les massacres de septembre, et constituent un des rares écrits de l'époque réalisés par une femme du peuple, et non de l'aristocratie. Il s'agit peut-être du seul écrit rédigé par une femme de la classe ouvrière à cette période.
Après avoir vécu 36 ans dans la capitale, elle décide de retourner en province à Creil, sa ville natale, pour y séjourner dans ses vieux jours.
Elle meurt à 91 ans, le 23 juillet 1869 en compagnie de son fils, dans un second hameau de Creil, Le Plessis Pommeraye, où elle résidait.

## Éditions modernes
- Souvenirs d'une femme du peuple, éd. Sandrine Fillipetti, Paris, Mercure de France, Le Temps retrouvé, format poche, 2022.  (ISBN 9782715257559)